# Zvíkov (Český Krumlov)
Zvíkov é uma comuna checa localizada na região da Boêmia do Sul, distrito de Český Krumlov‎.